# Adelaide Hicks
Adelaide Hicks (* 6. März 1845 in London, England; † 20. Mai 1930 in Mosgiel, Region Otago, Neuseeland) war eine neuseeländische Stewardess, Hebamme, Krankenschwester und Sozialarbeiterin.

## Frühes Leben
Adelaide Martin wurde am 6. März 1845 als Tochter der Eheleute Elizabeth Ann Joyner und  George Martens in London geboren. Ihr Vater war ein Zuckerbäcker. Über ihre Kindheit, Jugendzeit und Ausbildung ist nichts bekannt.

## Neuseeland
Es wird angenommen, dass sie 1862 mit der Arabia von Australien aus nach Neuseeland kam. Wann sie England verließ, liegt im Dunkeln. In den Anfangsjahren in Neuseeland verdiente sie als Stewardess auf den Seglern und frühen Küstendampfern, die entlang dem südlichen Teil der Ostküste der Südinsel zwischen Lyttelton und Bluff verkehrten, ihren Lebensunterhalt.
Auf einem dieser Reiseeinsätze lernte sie Henry Hicks, einen Amerikaner, kennen, der auf Küstenschiffen als Chefkoch und Steward arbeitete. Sie heiratete ihn am 8. August 1864 in Invercargill, wo er zu der Zeit als Gastwirt tätig war. Kurz darauf zog das Ehepaar nach Dunedin. Adelaide Hicks widmete sich häuslichen Tätigkeiten, während ihr Mann wieder zur See ging und auf Schiffen arbeitete. Aus der Ehe gingen neun Kinder hervor, sieben Mädchen und zwei Jungen. Um das Jahr 1879 zog die Familie in das Buschgebiet von Mosgiel, wo Henry Hicks ein Geschäft mit Brennholz eröffnete. Am 17. Mai 1884 wurde er von seinem Pferd in den Unterleib getreten, einen Tag später starb er an den inneren Blutungen, die dieser Tritt hervorgerufen hatte. Adelaide Hicks stand nun mit ihren Kindern alleine da und musste kurz nach dem Tod ihres Mannes auch noch eine Überflutung mit ihren Kindern überstehen, die durch den Silver Stream in Mosgiel verursacht wurde.

## Arbeit als Hebamme und Krankenschwester
1886 zog Adelaide Hicks mit ihren Kindern in Mosgiel in die Factory Road und eröffnete ein Entbindungsheim, das als erstes in der Gegend registriert wurde, und obwohl sie keine formale Krankenpflegeausbildung besaß, wurde sie in Zeiten medizinischer und sozialer Krisen regelmäßig zu Hilfe gerufen. Ihre Tätigkeit als Hebamme führte sie auch über die örtliche Gemeinde hinaus in den zugehörigen Bezirk. Schnell wurde sie als „Nurse Hicks“ bekannt. Bei all diesen Aufgaben wurde sie von mehreren ihrer Töchter unterstützt.
Adelaide Hicks war als eine Frau bekannt, die aufgrund ihrer Fähigkeit mit einer Vielzahl von schwierigen medizinischen Notfällen und Aufgaben umgehen konnte. So wurde sie einmal auch gerufen, um die Toten eines Eisenbahnunfalls zu versorgen, die bei Bauarbeiten im Wingatui Tunnel von einem Zug erfasst worden waren. Während der Pandemie der Spanischen Grippe von 1918 arbeitete sie als freiwillige Krankenschwester, wofür sie später vom Otago Hospital und vom Charitable Aid Board der Region ausgezeichnet wurde. Aufgrund ihrer Bekanntheit in Mosgiel war sie auch oft in der Rolle einer unbezahlten Sozialarbeiterin, besonders für die Arbeiter der Mosgiel Woollen Factory Company, tätig.

## Besuch bei der Queen
Während eines Besuchs bei ihren beiden Brüdern in England wurde sie anlässlich der Zeremonie des Trooping the Colour zum offiziellen Geburtstag von König Georg V. am 3. Juni 1922 von Queen Mary im Buckingham Palace empfangen.

## Zurück in Neuseeland
1927 übertrug Adelaide Hicks ihr Maternity Home (Mutterschaftsheim) an ihre Tochter Edith, die es mehrere Jahre lang weiterführte. Sie selbst blieb in der Factory Road bis zu ihrem Tod.
Adelaide Hicks verstarb am 20. Mai 1930 im Alter von 85 Jahren in ihrem Zuhause an Herzversagen.